# Ролевинк, Вернер

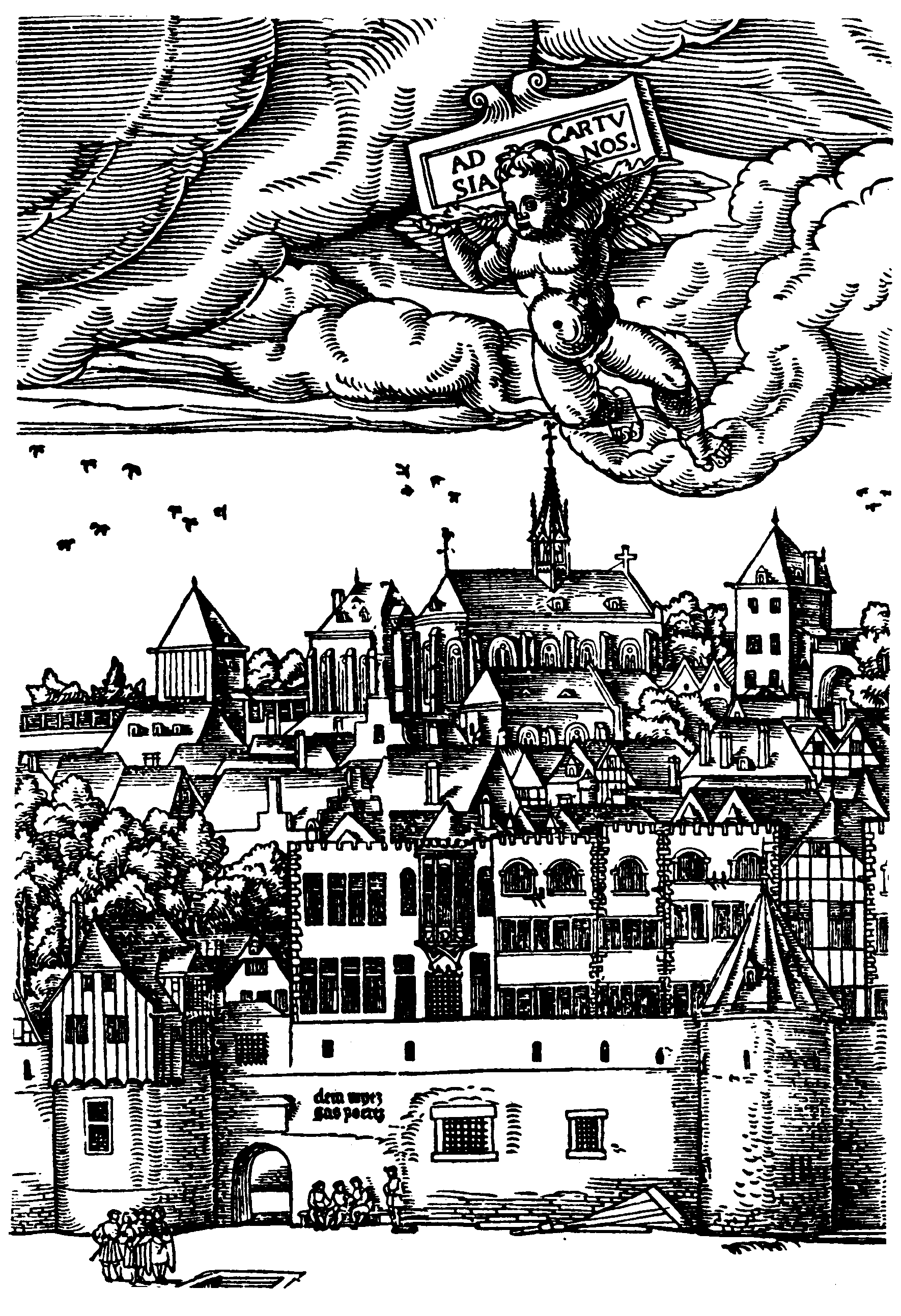
Картезианский дом Святой Варвары в Кёльне. Гравюра Антона Военсама 1531 г.

Вернер Ролевинк (нем. Werner Rolewinck, лат. Wernerus Rolewinkius; около 1425 — 26 августа 1502) — немецкий хронист и теолог, автор исторических и богословских трудов. 

## Биография

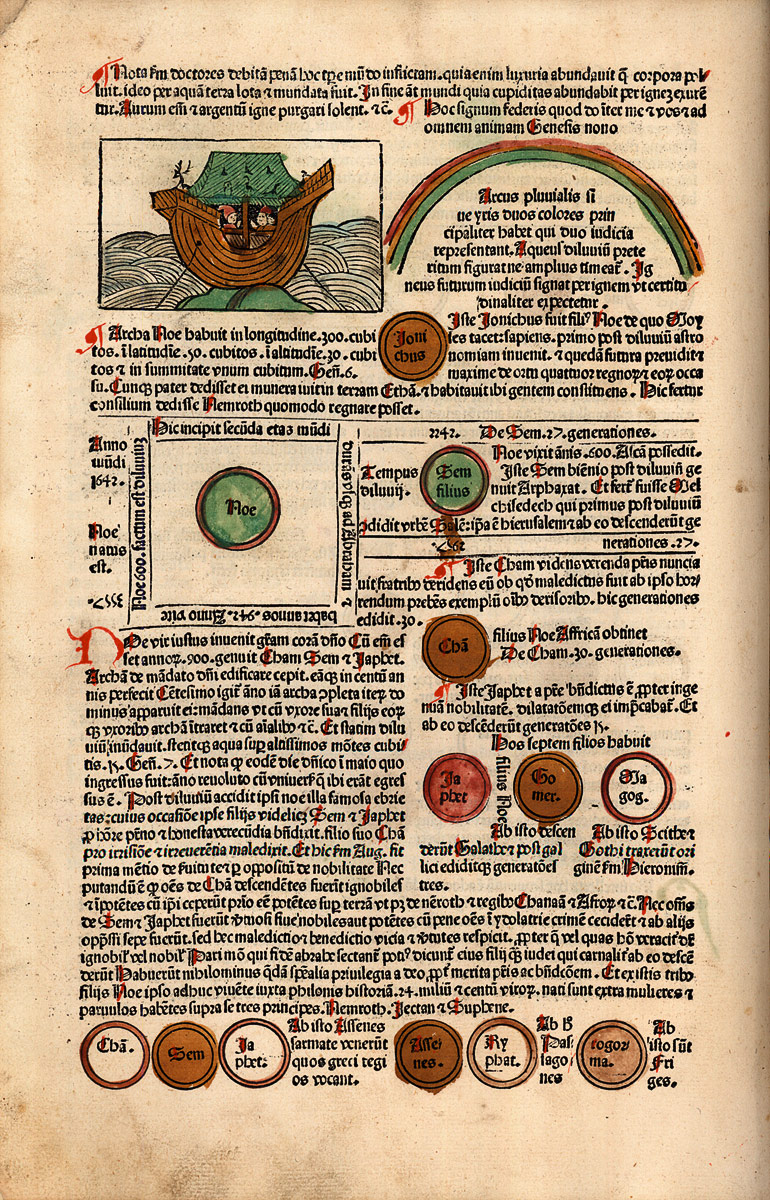
Лист кёльнского издания «Fasciculus temporum» 1483 г.

Родился в 1425 году в Ларе близ Хорстмара (Северный Рейн-Вестфалия) в семье зажиточного крестьянина. Начальное образование получил в церковной школе в окрестностях Мюнстера. С 1443/44 года изучал в Кёльне каноническое право, а в 1447 году принял там постриг в монастыре Св. Барбары, вступив в орден картезианцев. 
Провёл в Кёльне большую часть оставшейся жизни, завоевав немалый авторитет не только среди местных картезианцев, но и представителей других католических орденов не только своими научными трудами, но и личным благочестием. Опубликовав несколько своих сочинений, сблизился с известным церковным историком-гуманистом Иоганном Тритемием (1462—1516), настоятелем бенедиктинского монастыря Св. Мартина в Шпонхайме.
Умер в Кёльне 26 августа 1502 года в возрасте 77 лет, возможно, от чумы.

## Сочинения
Известно около 50 латинских трудов Ролевинка, наибольшей известностью из которых пользовалась краткая всемирная история под заглавием «Связка времён, заключающая в себе все старинные хроники» (лат. Fasciculus temporum omnes antiquorum cronicas complectens), сокращённо «Fasciculus temporum», впервые напечатанная в 1474 году в Кёльне. Несмотря на компилятивный характер и отсутствие всякой критики источников, среди которых выделяется «Хроника пап и императоров» Мартина Опавского, дополненная выдержками из «Великого зерцала» Винсента из Бове и энциклопедии Бартоломея Английского, она приобрела огромную популярность и выдержала множество изданий, не менее 40 из которых вышли ещё при жизни автора. По сути, «Связка времён» стала своеобразным учебным пособием, содержащим простую и наглядную схему событий мировой истории. 
В 1483 году она переведена была на французский язык и выпущена в Лионе Пьером Фарже, а в 1490 и 1498 годах там же переиздана. В 1495 году увидел свет новый перевод, выполненный Пьером Дере, который издал её в Женеве под заглавием «Fleurs et manières des temps passés». В 1584 году «Связку времён» напечатал во Франкфурте историк-гуманист Иоганн Писториус Младший, а в 1726 году опубликовал с комментариями в Регенсбурге профессор истории Йенского университета Буркхард Готхельф Струве.
Ролевинк является также автором «Книжицы о правлении государей» (лат. Libellus de regimine principum), носящей преимущественно морально-дидактический характер, теологических трудов «Paradisus conscientiae» и «Quaestiones theologicae duodecim», выпущенных в 1475 году, а также историко-этнографического обзора «De laude veteris Saxoniae nunc Westphaliae dictae» (1474), впервые напечатанного в 1478 году в Кёльне и содержащего описание нравов и обычаев его родного Вестфальского края. По мнению некоторых исследователей, научная ценность последнего существенно выше, чем у намного более известной «Связки времён», поскольку в последней своей части автор опирается на личные наблюдения и воспоминания. Ещё одно историческое сочинение Ролевинка «О происхождении фризов» (лат. De origine Frisonum) до сих пор не издано и, по сути, не изучено. 
Значительный интерес представляет принадлежащая перу Ролевинка «Книжица о государевых крестьянах» (лат. Libellus de regimine rusticorum), написанная в 1472 году. Заключая в себе, по сути, первый углублённый обзор социальной истории крестьянства, она подчёркивает равное положение представителей различных сословий перед Богом и перед лицом смерти, выдвигая идею братства людей по отношению к Христу. Для испытавшего влияние со стороны гуманистов Ролевинка крестьянин — друг и соратник Создателя, и вовсе неслучайно Сын Божий в земной своей жизни избрал, по его словам, плоды труда земледельца, хлеб и вино, чтобы сделать их веществом для таинства Евхаристии. Подобные идеи, популярные в среде германских крестьян конца XV — начала XVI века, нашли своё отражение в деятельности «Союзов башмака», подготовившей Крестьянскую войну 1524—1525 годов.